# Regalianus
Publius C(assius?) Regalianus (ou Régillien) est un usurpateur romain qui prit le pouvoir dans les provinces de Pannonie et de Mésie après la capture de Valérien par les Perses en 260 (époque dite des Trente Tyrans).

## Biographie
Son nom complet est incertain, ses monnaies ne portent que des initiales devant son nom : P C REGALIANUS, pour peut-être Publius Cassius (ou Cornelius?) REGALIANUS. Il était peut être le petit-fils de Publius Cassius Regalianus, consul suffect en 202.
D'après la peu fiable Histoire Auguste, il serait d'origine Dace et parent de Décébale, il servait dans les troupes romaines et avait battu les Sarmates quand il eut confirmation de la capture de Valérien par les Perses en Mésopotamie. Il se proclama empereur romain et se fit reconnaître par ses troupes dans la capitale de la province, Carnuntum.
Il aurait été, d'après l'Histoire Auguste, tué par ses propres troupes qui pouvaient craindre une attaque de Gallien, l'empereur légitime. Une autre théorie émise par Jenö Fitz, il serait mort en combattant l'invasion des Roxolans en Pannonie.
Malgré la brièveté de son règne, qui ne dura que quelques mois, il eut le temps de faire frapper des monnaies à son effigie et à celle de sa femme Sulpicia Dryantilla, qui n'est connue que par les frappes monétaires.